# Château de la Forêt-Grailly
Le château de la Forêt-Grailly est une forteresse médiévale située à Saint-Christophe-le-Chaudry dans le Cher, en Région Centre-Val de Loire. Édifié entre la fin du XIVe siècle et la première moitié du XVe siècle, le château a été remanié à la Renaissance.

## Localisation
Le château est situé à l'extrémité sud du chef-lieu.

## Description
Dans un état de 1723, le château est décrit comme un corps de logis en pavillon, avec trois tours d'angles, la quatrième étant tombée dix ans avant l'état. L'édifice est entouré de fossés en eau, franchis par un pont en bois. Cour et basse-cour sont ceintes de murs. À la Révolution, la tour Sud, les murs d'enceinte sont démolis et les douves comblées. Le château a été restauré vers 1880.
Les façades, les toitures du château et les trois salles voûtées situées au rez-de-chaussée sont inscrites aux Monuments historiques par arrêté du 18 novembre 1987.

## Historique
La maison de Grailly est à l’origine de la seigneurie avec l'édification d'une première forteresse dont les traces sont retrouvées dès 1380. Le château, entièrement fortifié, ceint de douves et doté d’un pont levis était une garnison militaire, permettant pendant la guerre de Cent Ans, de surveiller la rivière l’Arnon et la circulation sur la route, ancienne voie romaine. Garnison défensive, le château est très vite devenu une seigneurie démantelée du château de Culan, ce qui permet de connaître facilement l’intégralité des propriétaires jusqu’à la Révolution. Tous illustres, ceux-ci n’ont certainement jamais résidé au château. Les Culan, le Duc de Sully, le Prince de Condé, le Grand Condé, le Prince de Conti, le Prince de Croÿ ont néanmoins marqué l’histoire du lieu, réalisant des aménagements au fil du temps : éléments décoratifs et percements de baies à la Renaissance, suppression des douves et simplification des éléments défensifs au XVIIIe siècle, réaménagements intérieurs au XIXe siècle.

### Les principaux propriétaires avant la Révolution française
- Maison de Grailly
- Famille de Culan
- Maximilien de Béthune, duc de Sully
- Maison de Condé
  - Henri II de Bourbon, prince de Condé
  - Louis II de Bourbon-Condé dit le Grand Condé
  - Armand de Bourbon, prince de Conti
- Michel (IV) Le Tellier, marquis de Barbezieux
- Maison de Croÿ
  - Emmanuel de Croÿ, prince de Solre et du Saint-Empire et de Mœurs
  - Anne-Emmanuel de Croÿ, prince de Solre et du Saint-Empire